# بردبین
برِدبین (به سوئدی: Bredbyn) یک منطقه مسکونی است که در بخش آرنهوستوی شهرستان وسترنورلاند در کشور سوئد واقع شده است. جمعیت بردبین در پایان سال ۲۰۱۰ بالغ بر ۱٬۱۸۶ نفر بوده است.